# Męczeństwo świętej Łucji
Męczeństwo świętej Łucji – obraz anonimowego malarza zwanego Mistrzem Męczeństwa św. Łucji.
Tematyka obrazu anonimowego dziś malarza porusza bardzo popularny motyw średniowiecznych mistrzów: męczeństwa za wiarę. Bohaterką opowieści jest Święta Łucja. Żyła pod koniec III wieku w okresie panowania cesarza Dioklecjana. Pochodziła z bogatej rodziny. Podczas choroby matki ślubowała czystość a następnie rozdała majątek ubogim i odrzuciła zaloty zamożnego młodzieńca. Ten z zemsty, doniósł na nią namiestnikowi cesarza Paschazjuszowi i wyjawił mu, iż jest chrześcijanką. Namiestnik uwięził Łucję i skazał na śmierć. Po jej śmierci powstało wiele legend dotyczących jej życia oraz wzbogacających jej męczeńską śmierć. Według nich Łucja miała zostać poddana torturom, które miały wymusić na niej wyrzeczenie się wiary. Następnie miała zostać umieszczona w domu publicznym by ją upokorzyć; ta jednak wydłubała sobie oczy by się oszpecić. Gdy w cudowny sposób odzyskała wzrok, postanowiono rozszarpać ją wołami. Zwierzęta jednak nie chciały się ruszyć z miejsca. Gdy i polewanie gorącym olejem nie dało spodziewanych skutków, jeden z katów przebił ją mieczem. Łucja żyła nadal do chwili udzielenia jej sakramentu namaszczenia chorych.

## Opis obrazu
Anonimowy mistrz postanowił umieścić w swoim dziele wszystkie znane mu legendy. Powstało malowidło o przejmującej historii męczennicy. Historie należy odczytywać od sceny w tle na górze. Scena ukazuje namiestnika skazującego Łucje na pobyt w domu publicznym. Z powodu jej wielkiego sprzeciwu postanowiono za pomocą wołów zawlec ją do domu rozpusty. Paschazjusz stoi za wizerunkiem świętej a pomocnicy kata przywiązują ją do zwierząt. Kolejna scena widoczna jest u dołu. Przed budynkiem widoczny jest korowód prowadzący Łucję do domu schadzek. O funkcji budynku świadczą mroczne postacie widoczne przez otwarte okna oraz obejmująca się para siedząca na ławeczce przed drzwiami. Święta prowadzona jest przez żołnierzy, za nią stoi namiestnik a przed nią główny kat. Malarz nie przedstawił sceny gdy Łucja wydłubywała sobie oczy i gdy dokonywał się cud ich przywrócenia. Oczy leżące na tacy lub w misce stały się później atrybutem świętej i w ikonografii chrześcijańskiej były ukazywane łącznie z wizerunkiem świętej.
Kolejną sceną jest próba ścięcia Łucji mieczem (prawy górny róg). Według legendy ostrze miało uderzyć w szyję ale nie odcięło głowy. Święta ma zawiązane oczy a przed nią stoi namiestnik. Poniżej, w kolejnej scenie, widzimy jak dziewczynie udzielany jest sakrament. Ksiądz w białej szacie podaje jej hostię a wokół głowy Łucji pojawiają się pierwsze promienie łaski Boga. Pomiędzy księdzem a ministrantem widoczny jest zapalona świeca w lampionie. Świeca stała się kolejnym atrybutem świętej a nawiązywała do jej imienia: po łacinie lux znaczy światło a imię oznacza ta która niesie światło.
Kolejny etap męczeńskiej śmierci widoczny jest już na pierwszym planie. Po lewej stronie przedstawione zostały dostojnicy cesarscy wraz z przewijającym się samym namiestnikiem. Ich twarze zdradzają zaskoczenie. Po prawej stronie na stosie stoi dziewczyna skazana na spalenie żywcem. Malarz przedstawił ją jako kobietę pogodzoną z losem i oddaną swojemu Panu, z namaszczeniem składająca dłonie do modlitwy. Wokół jej głowy widoczne są już wyraźnie promienie łaski. Jej rodząca się świętość powoduje, iż płomienie nie dotykają jej szat i nie uszkadzają jej urody. Poniżej niej kat dorzuca drewna do ognia; jeden pomocnik dmie w miech by ten był coraz większy. Drugi miast mu pomagać ukradkiem wyciera łzy widząc odwagę i cud jaki się przed nim dokonuje.
Przed Łucja, zniecierpliwiony namiestnik, wyciąga miecz by przebić nim ciało świętej zakańczając jej żywot.

## Proweniencja
Do 1871 roku obraz znajdował się w kolekcji Erasmusa Rittera von Engerta z Wiednia. 5 czerwca obraz został zakupiony przez handlarzy sztuki Miethkego i Wawrnę
16 marca 1876 obraz trafił do kolekcji Friedricha Lippmanna z Wiednia, a następnie w 1897 został zakupiony przez Rijksmuseum w Amsterdamie. W 2004 został wypożyczony do Muzeum Boijmans Van Beuningen w Rotterdamie, gdzie można go oglądać.